# Membranobalanus declivis
Membranobalanus declivis är en kräftdjursart som först beskrevs av Darwin 1854.  Membranobalanus declivis ingår i släktet Membranobalanus och familjen Archaeobalanidae. Inga underarter finns listade i Catalogue of Life.